# Sidoharjo (Air Salek)
Sidoharjo is een bestuurslaag in het regentschap Banyuasin van de provincie Zuid-Sumatra, Indonesië. Sidoharjo telt 2912 inwoners (volkstelling 2010).